# Чанг Ин-нам, Павел
Павел Чанг Ин-нам (кор. 장인남; род. 20 октября 1949, Сеул, Республика Корея) — корейский прелат и ватиканский дипломат. Титулярный архиепископ Аманции с 19 октября 2002. Апостольский нунций в Бангладеш с 19 октября 2002 по 17 августа 2007. Апостольский нунций в Уганде с 17 августа 2007 по 4 августа 2012. Апостольский нунций в Камбодже и Таиланде, а также апостольский делегат в Лаосе с 4 августа 2012 по 16 июля 2022. Апостольский делегат в Мьянме с 4 августа 2012 по 4 мая 2017. Апостольский нунций в Мьянме с 12 августа 2017 по 16 июля 2022. Апостольский нунций в Нидерландах с 16 июля 2022 по 13 февраля 2025.